# Dwingeloo 2
Dwingeloo 2 est une petite galaxie irrégulière, située à presque 10 millions d'années-lumière de la Terre. Dwingeloo 2 est une galaxie satellite de Dwingeloo 1, à l'instar de NGC 5195 qui est soumis à l'influence de M51 (la Galaxie des Chiens de Chasse).
Dwingeloo 2 fut observée pour la première fois en radioastronomie grâce à la raie à 21 centimètres de l'hydrogène atomique neutre (appelée HI par les astronomes) dans le cadre d'observations complémentaires faites après la découverte de Dwingeloo 1. Dwingeloo 1 et Dwingeloo 2 sont membres du groupe IC 342/Maffei, un groupe de galaxies voisin du Groupe local.